# توم مورغان
توم مورغان (بالإنجليزية: Tom Morgan)‏ هو لاعب كرة قاعدة أمريكي، ولد في 20 مايو 1930 في إل مونتي في الولايات المتحدة، وتوفي في 13 يناير 1987 في آناهايم في الولايات المتحدة بسبب سكتة.

## وصلات خارجية
- توم مورغان على موقعبيزبول رفرنس.كوم (الدوري الرئيسي) (الإنجليزية)
- توم مورغان على موقعبيزبول رفرنس.كوم (الدوري الثانوي) (الإنجليزية)